# Ceratitis silvestrii
Ceratitis silvestrii är en tvåvingeart som beskrevs av Mario Bezzi 1912. Ceratitis silvestrii ingår i släktet Ceratitis och familjen borrflugor. Inga underarter finns listade i Catalogue of Life.